# Окуньовське
Окуньо́вське (рос. Окунёвское) — село у складі Омутинського району Тюменської області, Росія.
Населення — 408 осіб (2010, 442 у 2002).
Національний склад станом на 2002 рік:
- росіяни — 88 %